# Kościół św. Mikołaja w Gąsawie
Kościół św. Mikołaja w Gąsawie – kościół drewniany, modrzewiowy, zrębowo-szkieletowy, zbudowany ok. 1625 r. przez kanoników regularnych z Trzemeszna, znajdujący się w Gąsawie. 

## Historia
Podczas niedawnego remontu odkryto niepowtarzalny w Wielkopolsce gotycki układ belek szkieletu z późniejszymi wtrętami. Przebogata więźba dachowa. Około roku 1850 dzięki decyzji władz pruskich, które nie wydały pozwolenia na rozebranie dawnej świątyni i postawienie kościoła murowanego, istnieje on do dziś. Brakowało po kasacie zakonów sponsorów z Trzemeszna. Miejscowej wspólnocie kierownej przez ks. Teofila Kegla wystarczyło zasobów na remont walącego się kościoła – zmieniono więźbę dachową, wymieniono gont na łupek, dodano prostujące ściany belki, zwane lisicami. Zabrakło środków na restaurację malowideł ściennych i dlatego przykryto je trzciną i otynkowano. O ich istnieniu zapomniano na 150 lat. W ostatnich latach kościołowi groziła kolejna katastrofa budowlana.
W latach 1998–1999 zmieniono więźbę dachową, wymieniono wiele elementów na ławie fundamentowej, na nowo oszalowano. W ostatnich dniach dwuletniego remontu sprawdzono stan otynkowanych tzw. lisic. Kiedy usunięto z jednej tynk i odsunięto spróchniałą belkę od ściany, ukazała się postać malowidła św. Augustyna na belce zrębowej. Wizyta w archiwum gnieźnieńskim przyniosła zapiski o malowidłach na stropach i ścianach świątyni gąsawskiej. Po kilku etapach zdjęcia tynku ze stropu i ścian ukazał się zespół malowideł ściennych – iluzjonistycznych, wielowarstwowych, nakładających się. Dużo symbolizmu. Jedna z warstw została dokładnie datowana na 1705–1706. Duże połacie malowideł historycy sztuki i konserwatorzy nazywają arrasami, gobelinami. Malowidła nawy odrestaurowano z funduszu Ministerstwa Kultury w roku 2003. 
Od lipca 2006 r. trwają prace konserwatorskie w prezbiterium. W 3 scenach przedstawiono św. Augustyna, którego regułę zakonną przejęli kanonicy regularni. Szereg świętych: Katarzyna, Barbara, Szczepan, Wawrzyniec. Obraz Sądu Ostatecznego, rzadkość – scena cierpiącego Hioba, symboliczne zestawienie świadków zmartwychwstania obok Uwielbionego Chrystusa: Tomasz, Piotr, Magdalena i św. Paweł. Na ścianie czołowej Dawid i malowidło św. Cecylii. Pod chórem słabo zachowane sceny z życia patrona kościoła – św. Mikołaja. Na chórze instrument z 1815 r. na tle wymalowanego prospektu organowego. W prezbiterium namiot (czasy walk z Turko-Tatarami) jako tło ołtarza głównego, podtrzymywany przez aniołów, na stropie szereg aniołów muzykujących, łączący elementy florystyczne. W centrum stropu Madonna Apokaliptyczna w otoczeniu 4 ewangelistów. Na gobelinach sceny z jawnogrzesznicą, monetą czynszową, Eucharystią, nadaniem prymatu. Szereg patronów: św. Wojciech, św. Kazimierz Królewicz, św. Stanisław Kostka malowany tuż przed swoją kanonizacją. 
W kościele zachowały się także liczne rzeźby barokowe w drzewie, pięć ołtarzy, ambona. Na belce znajduje się późnogotycka Grupa Ukrzyżowania. Do naszych czasów przetrwały także: późnorenesansowe (a właściwie manierystyczne) baptysterium z elementami barokowymi oraz dobudowana w 1817 r. murowana rotunda z ruchomą szopką.

## Galeria

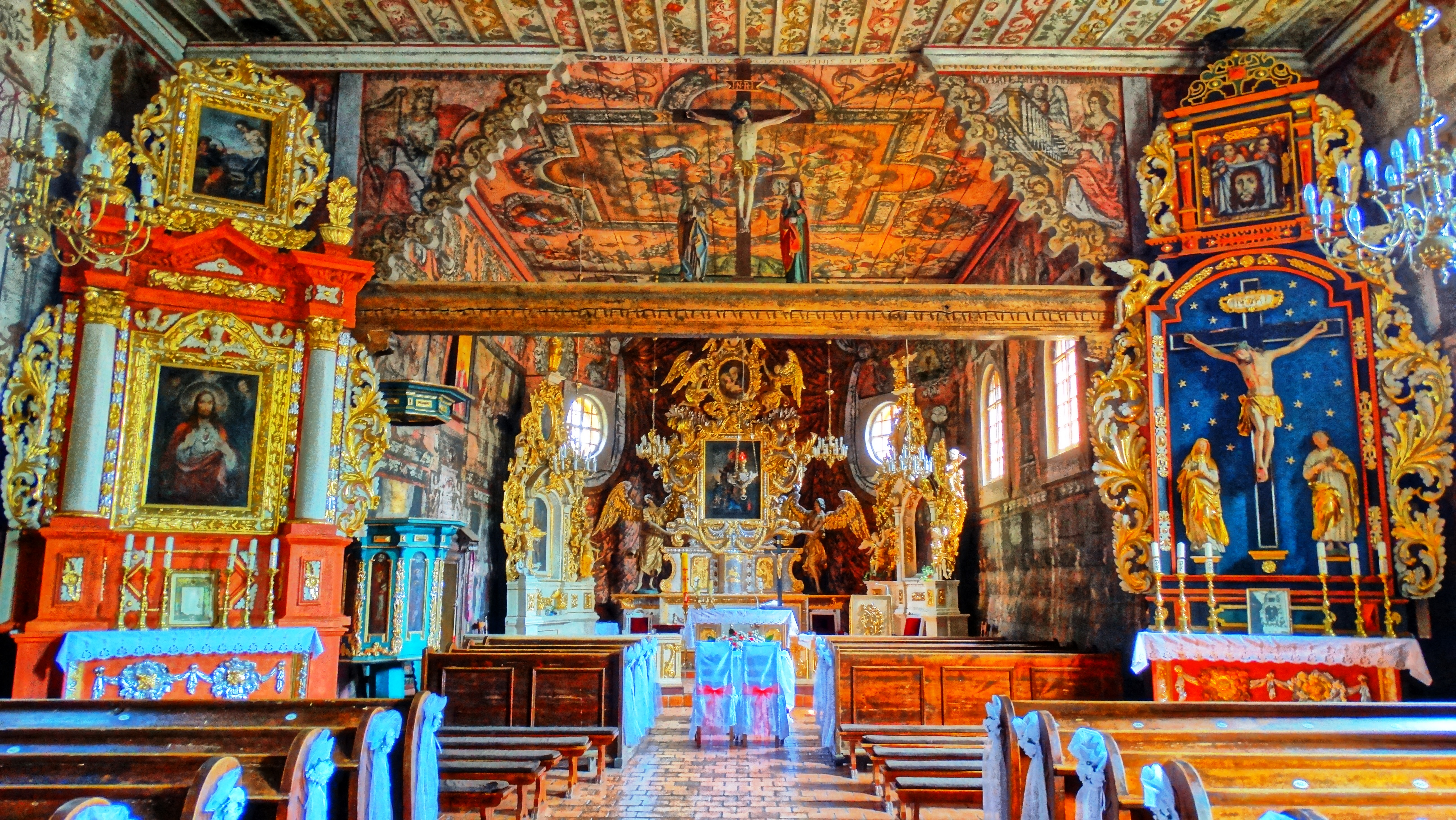
Wnętrze świątyni
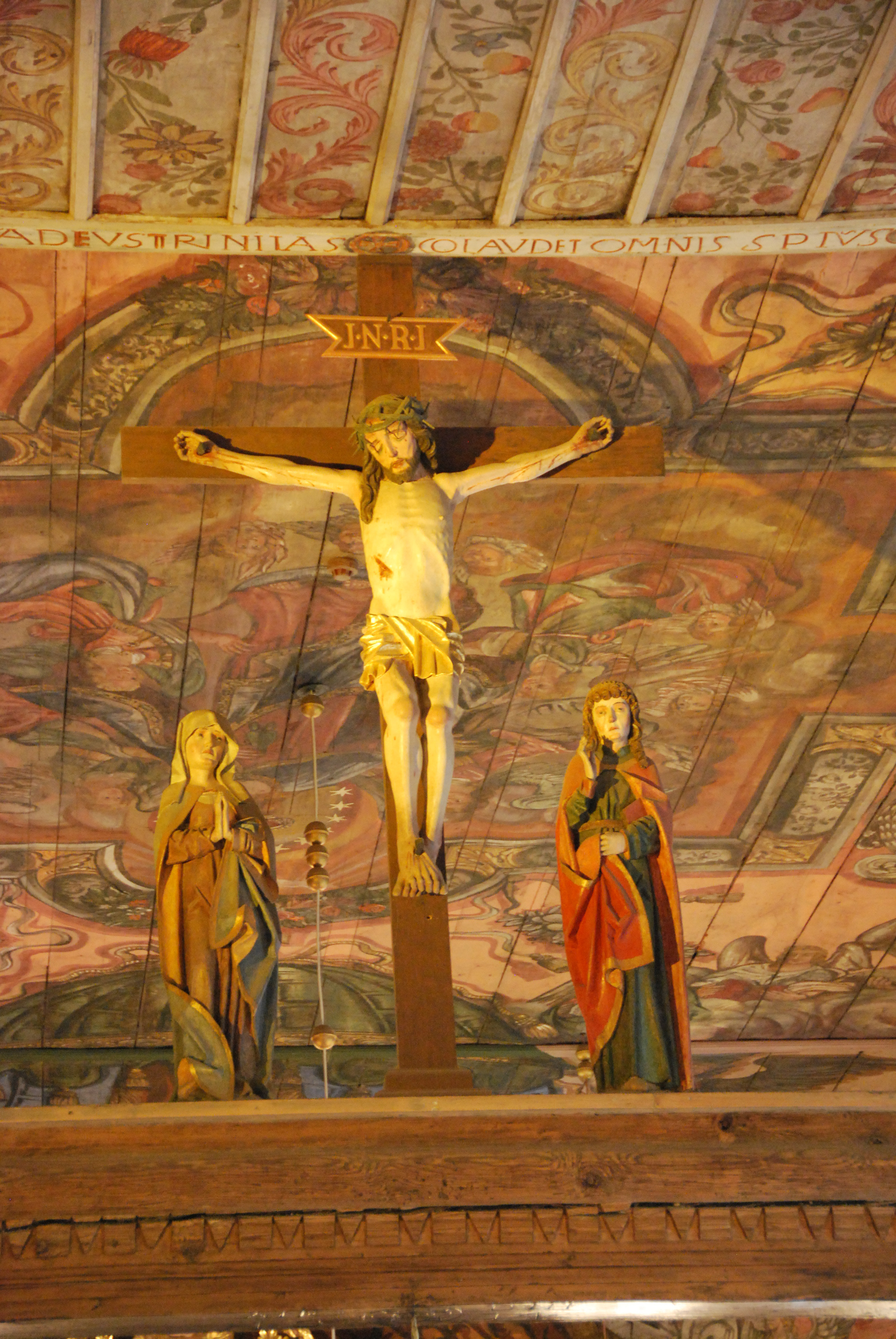
Belka tęczowa z Grupą Ukrzyżowania
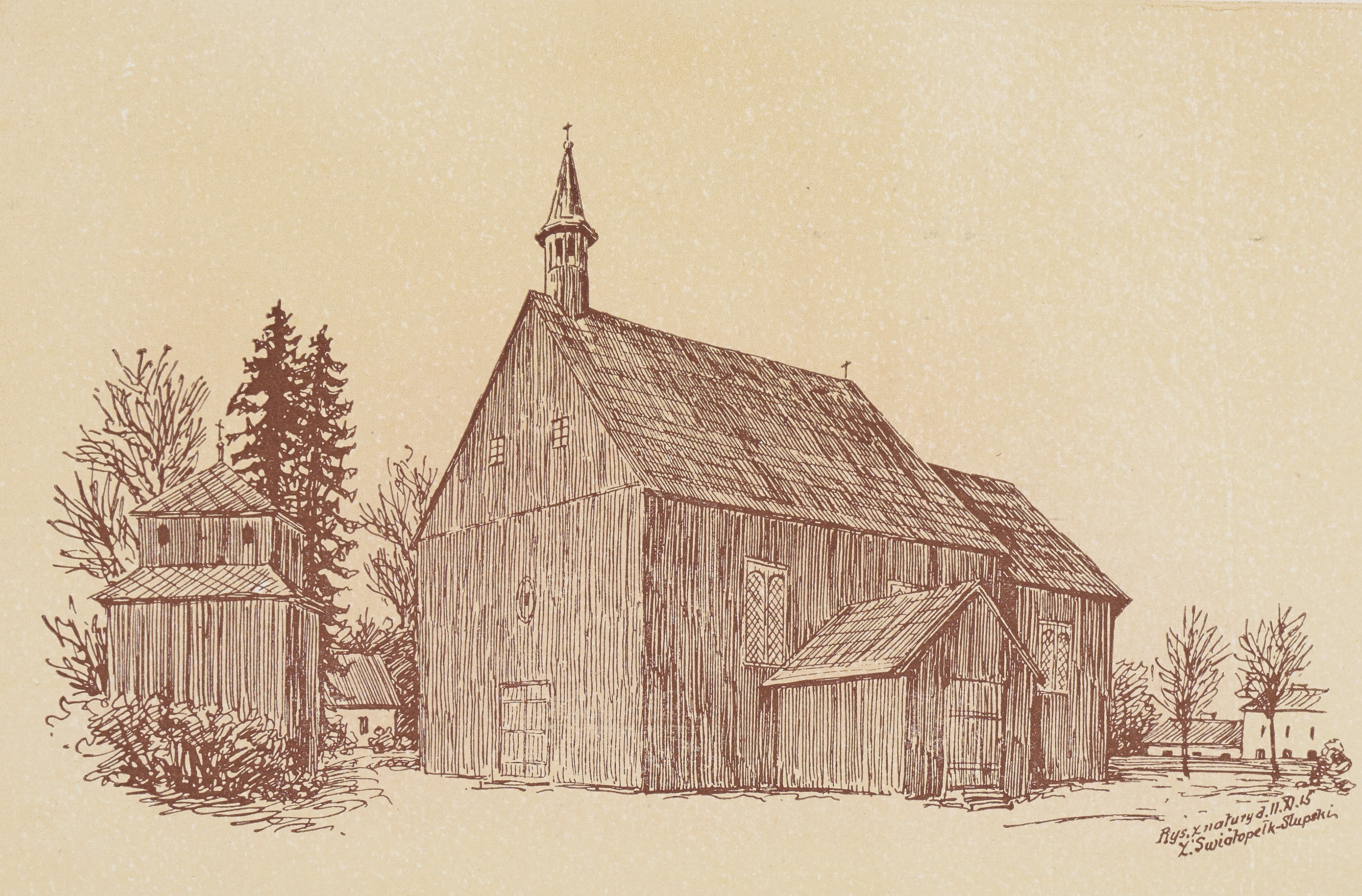
Widok kościoła przed 1917